# Mesochorus neuquenensis
Mesochorus neuquenensis là một loài tò vò trong họ Ichneumonidae.